# 渡邊澄子
渡邊 澄子（わたなべ　すみこ、1930年6月25日 - ）は、日本近代文学の研究者、大東文化大学名誉教授。東京都生まれ。日本女子大学卒、同大学院中退、大東文化大学教授、2001年定年退任、名誉教授。野上弥生子など近代女性文学者を研究。

## 著書
- 『野上弥生子研究』八木書店　1969　近代文学研究双書
- 『野上弥生子の文学』近代の文学　桜楓社　1984
- 『女々しい漱石、雄々しい鴎外』世界思想社　1996
- 『日本近代女性文学論 闇を拓く』世界思想社　1998
- 『與謝野晶子』女性作家評伝シリーズ 新典社　1998
- 『青鞜の女・尾竹紅吉伝』不二出版　2001
- 『林京子-人と文学 "見えない恐怖"の語り部として』長崎新聞社　2005
- 『野上彌生子 人と文学』勉誠出版　2007　日本の作家100人
- 『男漱石を女が読む』世界思想社、2013
- 『気骨の作家　松田解子　百年の軌跡』秋田魁新報社、2014

## 共編著
- 『現代女性文学辞典』村松定孝共編　東京堂出版　1990
- 『女性文学を学ぶ人のために』編　世界思想社　2000
- 『続・短編女性文学 近代』編　おうふう　2002
- 『買売春と日本文学』岡野幸江,長谷川啓共編　東京堂出版　2002
- 『今という時代の田村俊子-俊子新論』編　至文堂　2005「国文学解釈と鑑賞」別冊
- 『「新編」日本女性文学全集 第1巻』岩淵宏子,長谷川啓監修 責任編集　菁柿堂 2007
- 『大正の名著 浪漫の光芒と彷徨』編　自由国民社　2009　明快案内シリーズ 知の系譜 読書入門
- 『林京子 人と文学』スリアーノ・マヌエラ共著　勉誠出版　2009　日本の作家100人
- 『明治の名著 1 (論壇の誕生と隆盛)』小田切秀雄共編　自由国民社　2009　明快案内シリーズ 知の系譜 読書入門
- 『明治の名著 2 (文芸の胎動と萌芽)』編　自由国民社　2009　明快案内シリーズ 読書入門 知の系譜